# Palaçoulo
Palaçoulo (in mirandese Palaçuolo) è una freguesia portoghese nel comune di Miranda do Douro, con 50,14 km² di superficie e 571 abitanti (censimento 2021). La sua densità di popolazione è di 11 ab/km².
La parrocchia è composta da due frazioni:
- Palaçoulo
- Prado Gatào

## Economia
Palaçoulo presenta un'attività industriale basata su prodotti artigianali come coltelli e aquiloni che esporta verso destinazioni lontane come la Nuova Zelanda. Palaçoulo ha potuto sfruttare il "sapere tramandato da generazioni" e la vicinanza alla Spagna per superare l'isolamento e lanciarsi nella globalizzazione.
Buona parte dei quasi 600 abitanti dei due paesi si guadagna da vivere praticando la coltellineria e la costruzione di botti.

## Monumenti e luoghi di interesse
- Chiesa Parrocchiale di Prado Gatão (tardo-medievale);
- Cappelle di Santo Cristo e Santa Barbara (Prado Gatão);
- Casa Grande del Prado Gatáo;
- Chiesa Parrocchiale di Palaçoulo;
- Cappella del Carrasco (Palaçoulo);
- Cappella di S. Sebastiano (Palaçoulo).

## Monastero Trappista di Santa Maria Madre della Chiesa
Palaçoulo fu il luogo prescelto per l'ubicazione del nuovo Monastero Trappista di Santa Maria Madre della Chiesa. L'opera preventivata a sei milioni di euro costituì un grande evento, poiché erano passati 128 anni dall'ultima costruzione di un monastero in Portogallo.
Il Monastero ha lo scopo di accogliere le monache dell'Ordine Cistercense della stretta osservanza, dette anche Suore Trappiste. Si prevede che vi possano abitare fino a 40 monache, dedite alla contemplazione e alle attività agricole.
Nel 2016 monsignor Josè Manuel Garcia Cordeiro, vescovo di Braganza-Miranda, espresse il desiderio di avere un monastero trappista nella sua diocesi.
Nel 2017, anno del centenario delle apparizioni di Fatima, la comunità di Palaçoulo donò un appezzamento di terreno di 28 ettari sul quale poter costruire il monastero.
Nel 2018 venne designato un gruppo di dieci monache "fondatrici" tutte appartenenti al Monastero Trappista di Nostra Signora di San Giuseppe in Vitorchiano.
I lavori di costruzione dei locali per ospitare le fondatrici furono completati nell'ottobre 2020. Nel novembre 2020 le dieci monache lasciarono Vitorchiano per seguire da vicino la costruzione del complesso monastico. Il 14 gennaio 2022 è la data dell'inizio ufficiale dei lavori; tempo di ultimazione stimato in 20 mesi.